# Arrondissement de Fraustadt

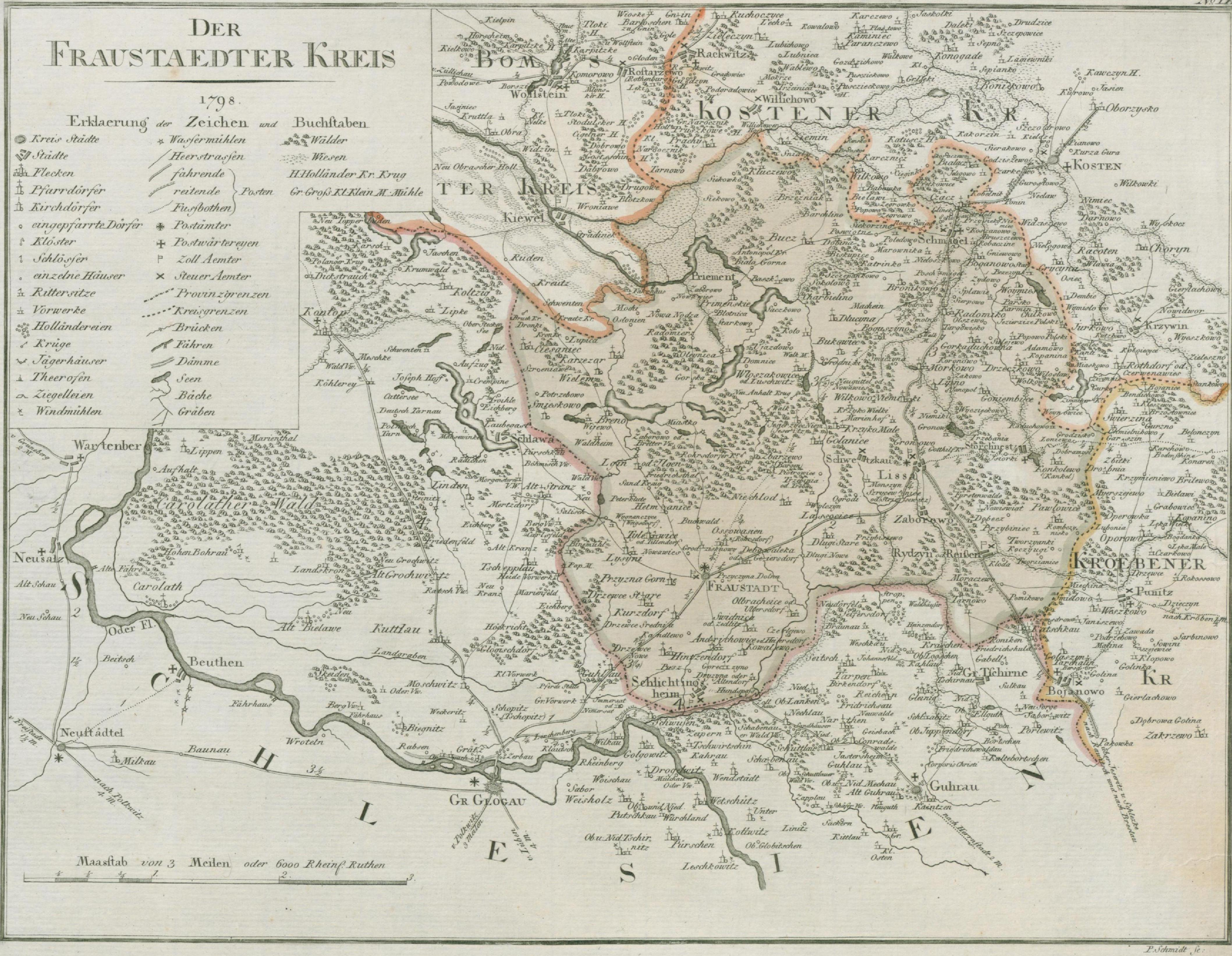
L'arrondissement de Fraustadt dans la Prusse-Méridionale

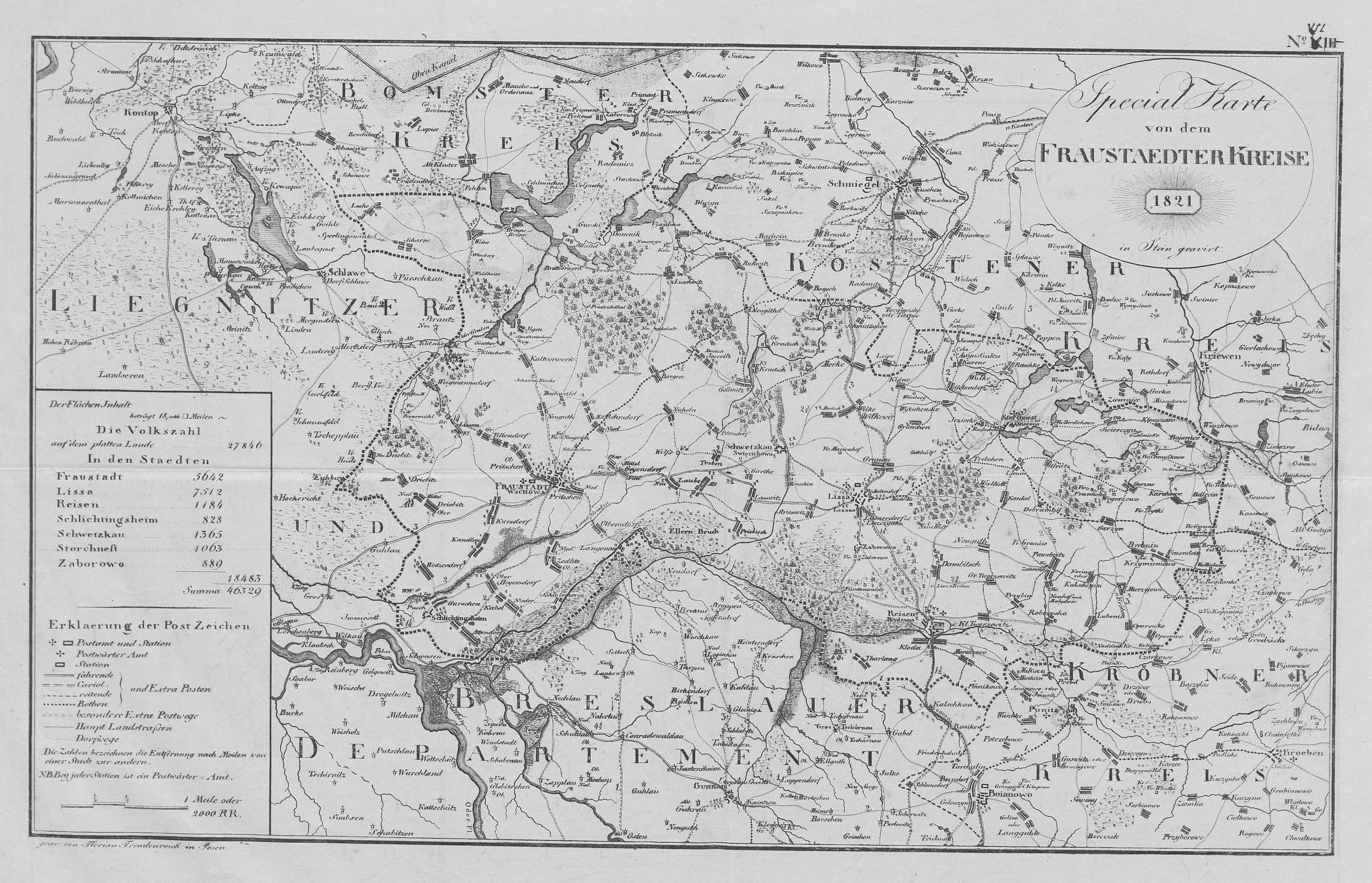
L'arrondissement de Fraustadt dans les limites de 1818 à 1887

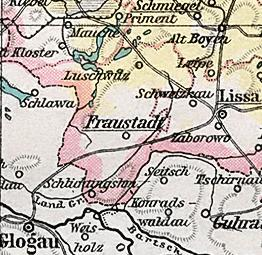
L'arrondissement de Fraustadt dans les limites de 1887 à 1920

L'arrondissement prussien de Fraustadt existe sous différentes délimitations de 1793 à 1807 dans la province de Prusse-Méridionale, de 1815 à 1920 dans la province de Posnanie, de 1920 à 1938 dans le district ou province de Grenzmark Posnanie-Prusse-Occidentale, de 1938 à 1941 dans la province de Silésie et de 1941 à 1945 dans la province de Basse-Silésie .

## Superficie
La superficie de l'arrondissement de Fraustadt est de. :

Localisation de l'arrondissement de Fraustadt dans la province de Grenzmark Posnanie-Prusse-Occidentale (1922-1938)

- 1 002 km2 (1818 à 1887)
- 477 km2 (1887 à 1920)
- 262 km2 (1920 à 1938).

## Histoire
Après le troisième partage de la Pologne de 1793 à 1807, le territoire autour des villes de Fraustadt et Lissa, situées en Grande-Pologne, fait partie de l'arrondissement de Fraustadt dans la province prussienne de Prusse-Méridionale. À la suite de la paix de Tilsit, l'arrondissement de Fraustadt est rattaché au duché de Varsovie en 1807. Après le Congrès de Vienne, l'arrondissement tombe de nouveau aux mains du royaume de Prusse le 15 mai 1815 et devient une partie du district de Posen de la province de Posnanie.
Lors des réformes administratives prussiennes, une réforme des arrondissements est menée dans le district de Posen le 1er janvier 1818, dans laquelle l'arrondissement de Fraustadt cède le territoire autour de la ville de Schmiegel à l'arrondissement de Kosten et le territoire autour de Priment à l'arrondissement de Bomst. Le chef-lieu de l'arrondissement et siège du bureau de l'arrondissement est Fraustadt.
En tant que partie de la province de Posnanie, l'arrondissement devient partie intégrante du nouvel Empire allemand, tandis que les représentants polonais au nouveau Reichstag le 1er avril 1871.
Le 1er octobre 1887, l'arrondissement de Lissa est formé à partir de la partie orientale de l'arrondissement de Fraustadt. Cet arrondissement comprend :
- les villes de Lissa, Reisen, Schwetzkau, Storchnest et Zaborowo (de)
- le district de police de Lissa à l'exception de la commune de Neu Laube et
- le district de police de Storchnest.

Le 27 décembre 1918, le soulèvement de la majorité polonaise contre la domination allemande commence dans la province de Posnanie, mais l'arrondissement de Fraustadt, peuplé majoritairement d'Allemands, reste sous contrôle allemand. Le 16 février 1919, un armistice met fin aux combats germano-polonais et le 28 juin 1919, avec la signature du traité de Versailles, le gouvernement allemand annexe le tiers nord-est de l'arrondissement de Fraustadt (215 km2) vers la Pologne nouvellement fondée. Le 25 novembre 1919, l'Allemagne et la Pologne concluent un accord sur l'évacuation et la rétrocession des territoires à céder, qui est ratifié le 10 janvier 1920. L'évacuation et la remise à la Pologne ont lieu entre le 17 janvier et le 4 février 1920. Le territoire cédé à la Pologne devient une partie du powiat de Leszno. À partir du 20 novembre 1919, l'arrondissement de Fraustadt est administré depuis Schneidemühl et fait partie de la province prussienne de Grenzmark Posnanie-Prusse-Occidentale, nouvellement créée en 1922.
Le 1er octobre 1938, la province de Grenzmark Posen-Prusse-Occidentale est dissoute et l'arrondissement de Fraustadt est rattaché au district de Liegnitz de la province de Silésie. La commune de Lache est cédée à l'arrondissement voisin de Grünberg-en-Silésie. Le 18 janvier 1941, la province de Silésie est divisée ; L'arrondissement de Fraustadt fait partie désormais de la nouvelle province de Basse-Silésie. Fin janvier 1945, l'Armée rouge occupe l'arrondissement de Fraustadt, qui fait désormais partie de la Pologne sous le nom de powiat de Wschowa

## Évolution de la démographie
| Année | Habitants | Source |
| ----- | --------- | ------ |
| 1818  | 52 752    | [ 8 ]  |
| 1846  | 57 690    | [ 9 ]  |
| 1871  | 62 286    | [ 10 ] |
|       |           |        |
| 1890  | 28 150    | [ 11 ] |
| 1900  | 28 086    | [ 1 ]  |
| 1905  | 28 219    |        |
| 1910  | 28 914    | [ 1 ]  |
|       |           |        |
| 1925  | 20 257    | [ 11 ] |
| 1933  | 19 854    | [ 11 ] |
| 1939  | 18 908    | [ 11 ] |

En 1905, 73 % des habitants de l'arrondissement sont allemands et 27 % polonais. La majorité des habitants allemands quittent la région après 1919. En 1925, parmi les habitants, on compte 10 956 protestants, 8 940 catholiques et 157 juifs

## Politique

### Administrateurs de l'arrondissement
- 1793–180400Johann Balthasar von Schlichting (de)[13]
- 1804–180600Andreas von Pottworowski[13]
- 1818–182400von Bronikowski
- 1824–183100von Nosarzewski
- 1831–183300von Hohberg
- 1833–186800Ernst von Heynitz
- 1873–187800Friedrich Wilhelm von Massenbach
- 1878–187800von Lucke
- 1878–188600Paul von Rheinbaben (de)
- 1886–189200Georg von Guenther (de)
- 1892–189800Richard von Doemming (de)[14]
- 1898–190400Bruno Alsen (de)
- 1904–191500Theodor von Heppe (de)
- 1915–191800Karl Hayessen (de)
- 1922–193000Erich Volkening
- 1930–193300Heinrich
- 1933–193500Albert Mellin (de)
- 1938–194200Reinfried von Baumbach (de)
- 1943–194500Friedrich Stucke

### Élections
L'arrondissement de Fraustadt forme avec l'arrondissement de Lissa la 6e circonscription du district de Posen au Reichstag. Les représentants suivants sont élus lors des élections du Reichstag entre 1871 et 1912 :
- 187100Maximilian von Puttkamer (de), Parti national-libéral
- 187400Maximilian von Puttkamer, Parti national-libéral
- 187700Maximilian von Puttkamer, Parti national-libéral
- 187800Maximilian von Puttkamer, Parti national-libéral
- 188100Stanislaus von Chlapowski (de), Parti polonais
- 188400Paul von Rheinbaben (de), Parti conservateur libre
- 188700Paul von Rheinbaben, Parti conservateur libre
- 189000Hans von Hellmann, Parti conservateur libre
- 189300Stanislaus von Chlapowski (de), Parti polonais
- 189800Anton Tasch (de), Zentrum
- 190300Karl Schmidt (de), Parti conservateur libre
- 190700Max Kolbe (de), Parti conservateur libre
- 191200Hans Georg von Oppersdorff (de), Zentrum

## Constitution communale
Depuis 1818, sept communautés urbaines font partie de l'arrondissement de Fraustadt ; les communes et les districts de domaine restants sont regroupés en districts de police. Les cinq villes de l'Est sont ajoutées au nouveau arrondissement de Lissa en 1887.
Au 1er janvier 1908, les deux villes de Fraustadt et Schlichtingsheim, 40 communes et 29 districts de domaine font partie de l'arrondissement.
En 1929, les districts de domaine de l'État libre de Prusse sont dissous. En 1945, l'arrondissement de Fraustadt comprend pour la dernière fois les deux villes de Fraustadt et Schlichtingsheim ainsi que 20 autres communes.

## Communes
Depuis 1887, les communes suivantes appartiennent à l'arrondissement :
Les noms polonais derrière le tiret sont en partie actuels, en partie du XVIIIe siècle.
| - Alt Driebitz – Drzewce Stare - Attendorf - Bargen – Zabrzewo - Brenno – Brenno - Bukwitz – Bukowiec - Deutsch Jeseritz – Jezerzyce - Domnik - Fraustadt – Wschowa, ville - Geyersdorf – Dębowa Łęka - Gollmitz – Golanice - Groß Kreutsch – Krycko Wielke | - Grotnik – Grotnoki - Gurschen – Gorzyno - Heyersdorf – Andrzychowice - Hinzendorf - Ilgen – Lgin - Kabel – Kowalewo - Kaltvorwerk – Hermanice - Kandlau – Kandlewd - Klein Kreutsch – Krycko Male - Kursdorf – Konradowo - Lache – Smieszkowo | - Lindensee - Lissen – Lysing - Luschwitz – Włoszakowice - Mittel Neu Driebitz – Drzewce Srednie - Neu Laube - Neuguth bei Fraustadt – Nowa Wies - Neugüthel - Nicheln – Niechłod - Nieder Pritschen – Przyczyna Dolna - Ober Pritschen – Przyczyna Gorna - Röhrsdorf – Osowa Sień | - Scharne – Potrzebowo - Schlichtingsheim – Szlichtyngowa, ville - Städtel - Tillendorf – Tylewice - Ulbersdorf – Olbrachoice - Weigmannsdorf – Wygnanczyce - Weine – Wyów - Wilhelmsruh - Zedlitz – Siedlnica |

## Personnalités liées à l'arrondissement
- Ernst Gustav Eitner (1835-1905), philologue né à Fraustadt.
- Albert Moll (1862-1939), psychiatre né à Lissa.
- Franciszek von Morawski (1868-1938), homme politique né à Lubonia.
- Adolf von Massenbach (1868-1947), homme politique né à Fraustadt.